# 33520 Ichige
33520 Ichige este o planetă minoră (asteroid), cu un diametru de 2,993 km, din centura de asteroizi. A fost descoperită pe 12 aprilie 1999 la Experimental Test Site⁠(d) de Lincoln Near-Earth Asteroid Research. 
Obiectul prezintă o orbită caracterizată de o semiaxă mare de 2,4071037 UAi, o excentricitate de 0,06, o înclinație de 9,04861 ° în raport cu ecliptica.